# Ameerega flavopicta
Ameerega flavopicta es una especie de anfibio anuro de la familia Dendrobatidae.

## Distribución geográfica
Esta especie es endémica de Brasil. Habita en los estados de São Paulo, Minas Gerais, Goiás, Tocantins, Pará y Maranhão entre los 400 y 1500 m de altitud.

## Publicación original
- Lutz, 1925 : Batraciens du Brésil. Comptes Rendus des Séances de la Société de Biologie et de Ses Filiales, Paris, vol. 93, p. 137–139.[5]